# Lucidota punctata
Lucidota punctata är en skalbaggsart som först beskrevs av Leconte 1852.  Lucidota punctata ingår i släktet Lucidota och familjen lysmaskar. Inga underarter finns listade i Catalogue of Life.